# Mount Poster
Mount Poster ist ein etwa 1700 m hoher Berg im Palmerland. Er ragt 15 km nordwestlich des Mount Tenney und westlich der Latady Mountains auf.
Der United States Geological Survey kartierte ihn anhand eigener Vermessungen und Luftaufnahmen der United States Navy aus den Jahren von 1961 bis 1967. Das Advisory Committee on Antarctic Names benannte ihn 1968 nach dem Geophysiker Carl K. Poster, der zwischen 1967 und 1968 an der Durchquerung des Königin-Maud-Lands von der Amundsen-Scott-Südpolstation aus beteiligt war.